# تريفور بيلي
تريفور بيلي (بالإنجليزية: Trevor Bailey)‏ (3 ديسمبر 1923 في المملكة المتحدة - 10 فبراير 2011 في المملكة المتحدة) هو لاعب كريكت وصحفي ولاعب كرة قدم بريطاني في مركز جناح. شارك مع منتخب إنجلترا للكريكت. أما مع النوادي، فقد لعب مع نادي مقاطعة ساسكس للكريكت ‏ وCambridge University A.F.C. ‏ وClapton F.C. ‏ ونادي مارليبون للكريكت ‏ ونادي جامعة كامبريدج للكريكيت ‏.

## وصلات خارجية
- تريفور بيلي على موقع إي آس بي آن كريك إنفو (الإنجليزية)